# Mantis tricolor
Mantis tricolor är en bönsyrseart som beskrevs av Carl von Linné 1767. Mantis tricolor ingår i släktet Mantis och familjen Mantidae. Inga underarter finns listade i Catalogue of Life.